# Tokimeki Memorial 2
Tokimeki Memorial 2 (ときめきメモリアル2 Tokimeki Memoriaru Tsū?) es un videojuego de simulación de citas desarrollado y publicado por Konami. Es el segundo título de la serie Tokimeki Memorial.
Tokimeki Memorial 2 fue publicado para PlayStation en 1999. Llegó en 5 CD, con gráficos y unas actuaciones de voz sin igual y un novedoso "Emotional Voice System (EVS)", por el cual las chicas podían pronunciar el nombre del jugador. En realidad, sólo Hikari Hinamoto y Asou Kasumi tienen la capacidad de utilizar el EVS en el juego real. Los datos EVS de las demás chicas venían en CD que fueron lanzados con la revista de Tokimeki Memorial 2 llamada "Hibikino Watcher". Cada una de las tres primeras revistas de vino con un CD que contenía los datos de tres de las chicas (las chicas elegidas en cada CD eran también las tres chicas en la portada de la revista correspondiente). Todas las chicas del juego disponen de datos del EVS con la excepción de Maeka Kudanshita, que siempre se refiere al protagonista como "Shounen" (que en japonés significa muchacho). El juego en sí fue un gran éxito en Japón. Su jugabilidad sigue el mismo patrón que la primera parte, pero con menor énfasis en las "bombas" y un mayor énfasis en resolver los retos únicos específicos de cada muchacha. Como resultado de ello, se tiene que idear una estrategia diferente para cada partida.
El juego y EVS Append Disc fue lanzado en Japón para PlayStation Store el 25 de noviembre de 2009, exactamente diez años después de la fecha de lanzamiento del juego original. También se había publicado una versión para teléfonos móviles en 2007.